# Pseudorhopus testaceus
Pseudorhopus testaceus är en stekelart som först beskrevs av Julius Theodor Christian Ratzeburg 1848.  Pseudorhopus testaceus ingår i släktet Pseudorhopus och familjen sköldlussteklar. Inga underarter finns listade i Catalogue of Life.